# Kōichi Yamadera
 (octobre 2019).
Si vous disposez d'ouvrages ou d'articles de référence ou si vous connaissez des sites web de qualité traitant du thème abordé ici, merci de compléter l'article en donnant les références utiles à sa vérifiabilité et en les liant à la section « Notes et références ».
Kōichi Yamadera (山寺 宏一, Yamadera Kōichi) est un acteur japonais, animateur de télévision et seiyū né le 17 juin 1961 à Shiogama dans la Préfecture de Miyagi. Il est marié à une autre seiyū, Rie Tanaka. Il présente l'émission pour enfant Oha Suta depuis 1997. Yamadera est surtout connu comme l'acteur de doublage japonais pour Will Smith et Jim Carrey.

## Rôles notables
- Bleach: Thousand-Year Blood War : Quilge Opie
- Bubblegum Crisis (OAV) : Fargo
- Captain Herlock: The Endless Odyssey (OAV) : Capitaine Albator
- Cowboy Bebop (TV) : Spike Spiegel
- Cowboy Bebop: Knockin' on Heaven's Door (film) : Spike Spiegel
- Dragon Ball Super : Beerus
- Dragon Quest: Your Story : Surarin
- Ghost in the Shell (film) : Togusa
- Ghost in the Shell 2: Innocence (film) : Togusa
- Ghost in the Shell: Stand Alone Complex (TV) : Togusa
- Gintama (TV) : Yohida Shoyou/Utsuro
- Harlock Saga (OAV) : Capitaine Albator, Tochirô Oyama
- Kiki la petite sorcière (film) : Baker
- Millennium Actress (film) : l'homme à la clef
- Mermaid Forest (TV, OAV) : Yuta
- Monster Strike : Sora no Kanata : Senju
- My Hero Academia : Gentle Criminal
- Neon Genesis Evangelion (TV, films) : Ryoji Kaji
- Ninja Scroll (film) : Jubei
- One piece : Rosinante Donquixote
- Paprika (film) : Osanai Morio
- Queen Emeraldas (OAV) : Tochirô Oyama
- Ranma ½ (TV, OAV, films) : Ryoga Hibiki
- Sakura Wars (film) : Brent Furlong
- Silent Möbius (TV) : Nachi Aida
- Sol Bianca: The Legacy (OAV) : Sancho
- Tokyo Godfathers (film) : chauffeur de taxi
- Vampire Hunter D : Bloodlust (film) : Meier Link
- X (film) : Sorata Arisugawa
- Yakuza (série de jeux vidéo) : Shun Akiyama

## Doublages
- Will Smith
- Eddie Murphy
- Jim Carrey
- Jean-Claude Van Damme
- Charlie Sheen
- Robin Williams
- Stephen Chow
- Denzel Washington
- Gary Oldman
- Tom Hanks
- Tom Cruise
- Brad Pitt
- Karl Urban dans Le Seigneur des anneaux
- Michael Jordan dans Space Jam
- Kevin Costner dans Les Incorruptibles (Asahi TV, 1998)
- Dick Van Dyke dans Mary Poppins (DVD)
- Stephen Wright dans Reservoir Dogs (voix de K-Billy)
- Bruce Willis dans Pulp Fiction
- Chris Tucker dans la trilogie Rush Hour et Le Cinquième Élément (VHS et DVD)
- Michael J. Fox dans la trilogie Retour vers le Futur (VHS et DVD)
- Al Pacino dans Le Parrain (Tokyo TV)
- Harrison Ford dans Star Wars, épisode V : L'Empire contre-attaque (Asahi TV, 1992)
- Mel Gibson dans Mad Max 2 (Asahi TV, 1997)
- Timothy Dalton dans Permis de tuer (Asahi TV, 1999)
- Le Génie dans Aladdin
- Monodam dans Danganronpa V3: Killing Harmony
- Philippe Lacheau dans Nicky Larson et le Parfum de Cupidon